# Запорожець (Рибницький район)
Запорожець (рос. Запорожец; рум. Zaporojeț) — село в Рибницькому районі в Молдові (Придністров'ї).
Згідно з переписом населення 2004 року кількість українців — 5,8%.